# Janez Bleiweis
Janez Bleiwes (19. listopadu 1808 Kranj – 29. listopadu 1881 Ljubljana) byl slovinský novinář a představitel konzervativní slovinské politiky.

## Život
Janez Bleiweis se narodil do zámožné kraňské obchodnické rodiny. Vystudoval Vídeňskou univerzitu a stal se veterinářem.
Působil jako hlavní redaktor novin Kmetijske in rokodelske novice, jejichž vydávání bylo rakouskými úřady povoleno roku 1843.
Bleiweis sice nebyl Slovinec a ani zprvu neovládal slovinštinu, přesto se stal výrazným představitelem sílícího slovinského národního hnutí. Zformuloval politický program, jehož podstatou byla loajalita a spolupráce s rakouským režimem, v rámci níž se mělo postupnými kroky prosadit zrovnoprávnění slovinštiny a další reformy.
Tuto loajalitu dodržel i během revolučního dění v roce 1848, kdy ji potvrdil návštěvou ve Vídni. Tam se setkal s tamními slovinskými intelektuály a ve spolupráci s nimi přednesl program sjednocení území obývaných Slovinci do jednoho zemského celku.
V čele konzervativních politiků zůstal i v době Bachova absolutismu a v politice založené na spolupráci s Vídní pokračoval jako příslušník „staroslovinců“ i po rakousko-uherském vyrovnání.